# Yousef el Kalai
Yousef el Kalai (1 de Março de 1981, Beni Mellal, Marrocos) é um atleta nascido em Marrocos, naturalizado português a partir de 31 de Dezembro de 2009.
A partir de 2004 correu pelo Núcleo Atletismo de Cucujães (NAC) até 2005.
Em 2006 compete pelo Cyclones Sanitop equipa de Viana do Castelo. No ano seguinte, 2007 transfere-se para o SL Benfica. Em 2008 corre pelo FC Porto até 2009, em 2010 já como português corre pela GD Conforlimpa.
Na sua primeira grande competição internacional, já como português, foi no Campeonato da Europa de Atletismo de 2010 na cidade espanhola de Barcelona, na final de 10000 metros onde obtém o 8º lugar. No mesmo ano, no Campeonato da Europa de Corta-Mato em Albufeira ganha a medalha de bronze.
Corre atualmente pelo Clube Desportivo de S.Salvador do Campo.

## Recordes pessoais (como português)
- 10000 metros: 28.39,60 (Guimarães - 2010)

## Campeonatos Nacionais
- 1 Campeonato Nacional 10000 metros (2010)

## Campeonatos da Europa
- (2010 - Barcelona) 10000 metros (8º lugar)

## Campeonatos Mundo Corta Mato
- (2010 - Bydgoszcz) (42º lugar)

## Campeonatos da Europa de Corta-Mato
- (2010 - Albufeira, Portugal) (Medalha de bronze)